# Mount Vernon (New York)
Mount Vernon je město v okresu Westchester County ve státě New York ve Spojených státech amerických. 
K roku 2020 zde žilo 73 893 obyvatel. S celkovou rozlohou 15,8 km² byla hustota zalidnění 5 955,04 obyvatel na km².

## Osobnosti města
- E. B. White (1899 – 1985), spisovatel
- David McClelland (1917 – 1998), psycholog
- Art Carney (* 1918 - † 2003), herec
- Arthur Leonard Schawlow (* 1921 - † 1999), fyzik
- Art Buchwald (1925 – 2007), novinář, spisovatel a humorista
- Lynn Conway (1938 – 2024), počítačová vědkyně, elektroinženýrka a transrodová aktivistka
- Eugene Chadbourne (* 1954), kytarista, banjista, zpěvák a hudební kritik
- Denzel Washington (* 1954), herec a režisér
- Seth Godin (* 1960), marketér, řečník, podnikatel a spisovatel
- Michael Imperioli (* 1966),herec
- DMX (* 1970), reper a herec
- Robinne Lee (* 1974), herečka a spisovatelka